# Yamaha Motor Italia WSB
Le team Yamaha Motor Italia WSB est [Quoi ?] fondé [Quand ?] par [Qui ?]. Il a remporté deux titres de vice-champion du monde World Superbike avec Noriyuki Haga en 2007 et Troy Corser en 2008. Le team a donc[pourquoi ?] engagé pendant ses deux années le pilote japonais Noriyuki Haga et le pilote australien Troy Corser, deux figures de la catégorie.
En 2009, le team est renommé Yamaha Sterilgarda Team.